# Olmsted megye
Olmsted megye az Amerikai Egyesült Államokban, azon belül Minnesota államban található. Megyeszékhelye és legnagyobb városa Rochester. Lakosainak száma 162 847 fő (2020. április 1.).

## Szomszédos megyék
- Wabasha megye (észak)
- Winona megye (kelet)
- Fillmore megye (dél)
- Mower megye (délnyugat)
- Dodge megye (nyugat)
- Goodhue megye (északnyugat)

## Népesség
A megye népességének változása:
| Lakosok száma | 144 486 | 145 922 | 147 161 | 149 226 | 151 436 | 162 847 |
|               | 2010    | 2011    | 2012    | 2013    | 2015    | 2020    |